# 丁玉
丁 玉（てい ぎょく、生年不詳 - 1380年）は、元末明初の軍人。本貫は河中府。

## 生涯
もとの名は国珍といった。国珍は韓林児に仕えて御史となり、弁舌の才能で当時に名声があった。至正23年（1363年）、張士誠の部将の呂珍が安豊を攻め落とすと、国珍は朱元璋に帰順した。陳友諒に対する征討に従って鄱陽湖の戦いに参戦し、九江府知府となった。南京に帰還したところ、彭沢の山民が反乱を起こしたため、国珍は郷里の兵を集めてこれを鎮圧した。朱元璋が国珍の武略を賞賛して、指揮を兼ねるよう命じ、国珍は玉と名を改めた。丁玉は傅友徳に従って衡州を攻略し、指揮同知としてその地に駐屯した。永州を監督守備した。丁玉には文武の才能があり、新たに帰順した者たちを宥め落ち着けて、威光と人望が高かった。
洪武元年（1368年）、都指揮使に進み、ほどなく行省参政を兼ね、広西に駐屯した。洪武6年（1373年）6月、参知政事に任じられた。洪武7年（1374年）4月、右丞となった。洪武9年（1376年）、湯和・傅友徳らとともに延安の防備を整えた。洪武10年（1377年）、南京に召還されて右御史大夫となった。四川威州・茂州の少数民族の首長の董貼里が反乱を起こすと、丁玉は平羌将軍として鎮圧に向かった。威州まで進軍すると、董貼里は降った。承制により威州千戸所が設置された。洪武12年（1379年）、丁玉は松州の少数民族の反乱を鎮圧すると、指揮の高顕らを派遣して松州に築城させ、軍衛を立てるよう請願した。洪武帝（朱元璋）は松州に山が多く田地が少ないことから、軍を当地の収穫だけで養うことができず、ここを守るのは上策でないとして難色を示した。丁玉は松州が西羌の要地であり、軍衛を置かないわけにいかないと主張した。丁玉の議論が通って軍衛が設けられた。眉県の彭普貴が宗教反乱を起こし、14の州県を焼き払った。指揮の普亮らが鎮圧できなかったため、丁玉が命を受けてこれを討滅した。洪武帝に賞賛され、左御史大夫に転じた。凱旋すると、大都督府左都督に任じられた。洪武13年（1380年）、胡惟庸と姻戚関係にあったため、胡惟庸の獄に連座して処刑された。